# Hoyo de Monterrey
Hoyo de Monterrey è una marca di sigari cubani molto conosciuta nel mondo e una delle più grandi (per quantità di formati prodotti) unitamente a Montecristo e Partagàs.

## Storia
Lo spagnolo José Gener nel 1850 fondò la marca La Escepción de José Gener (poi scomparsa nel 1980) ed in seguito,  successivamente all'acquisto  a Cuba di una piantagione (finca) nella regione dove cresce il miglior tabacco cubano (detta Vuelta Abajo), chiamata proprio Hoyo de Monterrey, registrò una seconda marca con questo nome.
Alla morte del suo fondatore, avvenuta nel 1900, Hoyo de Monterrey era certamente una delle marche di avana più diffuse nel mondo e la sua fabbrica era di gran lunga la più importante di Cuba, visto che da essa uscivano circa 50 milioni di sigari all'anno. Gli eredi di Gener continuarono a gestirla per lungo tempo fino al 1931, quando venne venduta alla stessa società proprietaria di Belinda e che in seguito acquisterà anche Punch. Ciò ovviamente fino alla rivoluzione cubana di Fidel Castro che nazionalizzò anche quest'azienda. Hoyo de Monterrey è infatti di proprietà di Habanos, la società al 51% del Governo cubano ed al 49% della multinazionale del tabacco franco-spagnola Altadis.
Hoyo dispone, come detto, di un catalogo piuttosto ampio, grazie alla serie di Le Hoyo che venne inaugurata intorno al 1940 (in Italia non importata completamente), e di una discreta quota d'esportazione (circa il 5% del totale delle vendite di sigari cubani).

## Nei media
Nelle opere di Clive Cussler, l'ammiraglio capo della NUMA James Sandecker fuma sigari Hoyo de Monterrey

## Prodotti
Elenco dei sigari Hoyo de Monterrey venduti in Italia, escluse le edizioni limitate.
- Double Coronas (vitola Prominente - Lunghezza 194mm, Diametro di 19,45mm);
- Epicure n.1 (vitola Corona Gorda - Lunghezza 143mm, Diametro 18,26mm);
- Epicure n.2 (vitola Robusto - Lunghezza 124mm, Diametro 19,84mm);
- Coronations (vitola Mareva - Lunghezza 129mm, Diametro 16,67mm);
- Petit Robusto (vitola Petit Robusto - Lunghezza 102mm, Diametro 19,84mm);
- Le Hoyo de Deputé (vitola Trabuco - Lunghezza 110mm, Diametro 15,08mm);
- Le Hoyo de Prince (vitola Almuerzos - Lunghezza 130mm, Diametro 15,87mm);
- Palmas Extra (vitola Cremas - Lunghezza 140mm, Diametro 15,87mm);